# آسيا عاكف
آسيا الفرج (من مواليد 19 أكتوبر 1989) والمعروفة باسم مدونتها آسيا عكف، هي مدونة أزياء وعارضة أزياء ومصممة أزياء كويتية. تعتبر آسيا، التي يتابعها أكثر من مليوني شخص على موقع إنستغرام، أحد أكثر المدونين والمؤثرين على وسائل التواصل الاجتماعي تأثيرًا في الشرق الأوسط. وهي تحظى بشعبية كبيرة في ماليزيا وإندونيسيا أيضًا.
لقد عملت مع علامات تجارية مثل رالف لورين، ديور، شانيل، تاغ هوير، نت-أ-بورتر، وتوري بيرش. وهي أيضًا وجه علامة ريفا للأزياء٠ أزيائها وأسلوبها مخصصان بشكل رئيسي للنساء اللاتي يرتدين ملابس محتشمة.
في 10 يوليو 2018، قامت الفرج بتحميل مقطع فيديو على يوتيوب تناقش فيه آرائها حول الحياء والإيمان قائلة إنها لا تعتبر نفسها محجبة وسيكون من "عدم الاحترام" أن تطلق على نفسها اسم محجبة. "لا أعتبر نفسي محجبة لأنني لا أشعر أن هذا يتماشى مع وجهة النظر التي أحملها الآن وأنا أقترب من الثلاثين. إنها ليست وجهة النظر التي أعتقد أنها تمثلني كشخص... أعتبر نفسي في مجال الموضة المحتشمة".

## حياة مهنية

### التدوين
بدأت الفرج مسيرتها في التدوين عام 2012، وكان أول تدوينة لها بعنوان "بعض الفسيفساء وبعض المارني"، وبرزت بعد عملها مع أريج الخرافي، صاحبة البوتيك الكويتية. وقد اكتسبت حوالي 12 ألف متابع في غضون ساعات بعد إطلاق مشروعها. في مايو 2014، قامت هي وزوجها أحمد بتأسيس قناتهم على اليوتيوب "The Hybrids".

### تصميم الازياء
في عام 2010، أطلقت آسيا خط ملابسها Twenty.10 من AKF.
في عام 2014، قدمت بالتعاون مع مصممة الأزياء السورية منار لقطينة خطًا من الحقائب اليدوية. في عام 2015، أطلقت خطًا من العمائم.

## الحياة الشخصية
تزوجت آسيا الفرج من أحمد البلوشي في 3 نوفمبر 2011. لديهما ولدان آدم ونوح. وفي 29 ديسمبر 2022 أعلنت طلاقها.

## روابط خارجية
- the-hybrids.com